# Irmgard Henning
Irmgard Henning-Bayrhammer, geborene Henning (* 14. Dezember 1919 in München; † 1. Juni 2003) war eine deutsche Volksschauspielerin und Hörspielsprecherin.

## Biografie
Henning-Bayrhammer wirkte in mehreren Fernsehserien mit, darunter in Flucht ohne Ausweg, Weißblaue Geschichten, Derrick und Königlich Bayerisches Amtsgericht. Außerdem spielte sie Gastrollen (Frau Griebl in der Folge Das neue Badezimmer und eine Passantin in der Folge Pumuckl und das Spielzeugauto) in der TV-Serie Meister Eder und sein Pumuckl an der Seite ihres Gatten Gustl Bayrhammer. Ein Hopfenhändler-Ehepaar spielten sie in der Serie Die Wiesingers.

### Persönliches
Sie war seit 1947 bis zu dessen Tod mit dem Schauspieler Gustl Bayrhammer verheiratet. Die beiden hatten einen Sohn namens Max Bayrhammer (1947–2020), der Aufnahmeleiter beim Bayerischen Rundfunk wurde.

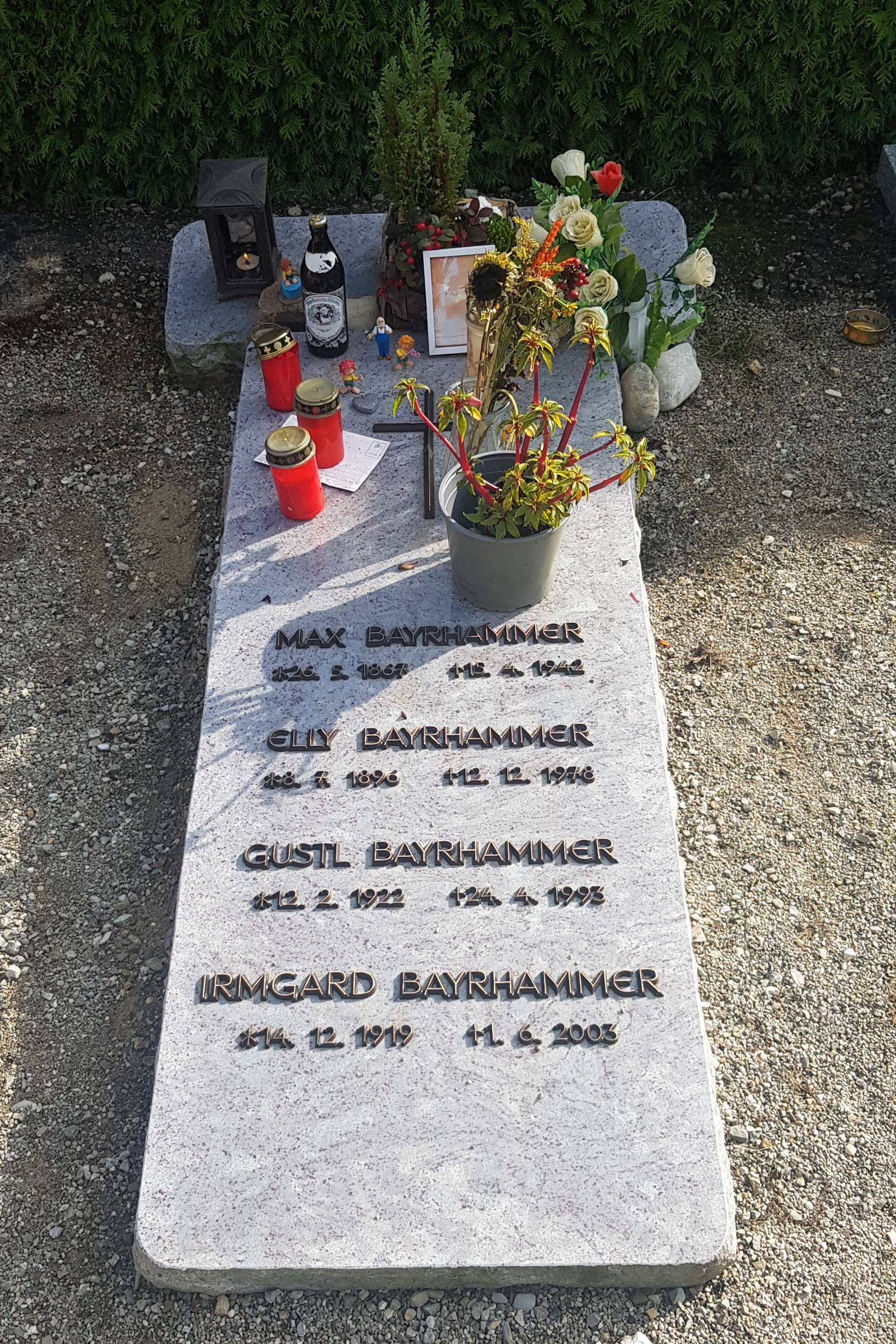
Grabstätte von Irmgard Henning

Henning starb Anfang Juni 2003 im Alter von 83 Jahren. Ihre Ruhestätte befindet sich bei ihrem Gatten Gustl und dessen Eltern Elfriede „Elly“ Bayrhammer (1896–1978) und Max Bayrhammer (1867–1942) im Familiengrab auf dem Friedhof in Krailling (Grabstätte 666).

## Filmografie (Auswahl)

### Spielfilme
- 1975: Der Wittiber

### Fernsehserien
- 1967: Flucht ohne Ausweg
- 1970: Königlich Bayerisches Amtsgericht
- 1977: Derrick
- 1982–1988: Meister Eder und sein Pumuckl
- 1983: Weißblaue Geschichten
- 1984–1989: Die Wiesingers
- 1990: Das schreckliche Mädchen